# Азелино
Азелино — деревня в Малмыжском районе Кировской области. Входит в состав Савальского сельского поселения.
По Азелинскому могильнику у деревни Азелино получила название Азелинская культура.

## География
Находится в правобережной части района на расстоянии примерно 2 километров по прямой на запад от районного центра города Малмыж.

## История
Известна с 1719 года. В 1747 в ней было учтено и жителей мужского пола 238, в 1766 всего 482 жителя. В 1873 году 148 дворов и 1140 жителей. В 1905 году учтено было дворов 160 и 1012 жителей, в 1926 175 и 989, в 1950 103 и 383 соответственно. В 1989 году учтено 137 жителей.

## Население
Постоянное население  составляло 94 человек (русские 96%) в 2002 году, 42 в 2010.